# Rheinwiesen von Oestrich-Winkel und Geisenheim
Rheinwiesen von Oestrich-Winkel und Geisenheim este o arie protejată (arie specială de conservare — SAC, sit de importanță comunitară — SCI) din Germania întinsă pe o suprafață de 26,16 ha, integral pe uscat.

## Localizare
Centrul sitului Rheinwiesen von Oestrich-Winkel und Geisenheim este situat la coordonatele 49°59′17″N 7°59′24″E / 49.9881°N 7.99°E.

## Înființare
Situl Rheinwiesen von Oestrich-Winkel und Geisenheim a fost declarat sit de importanță comunitară în aprilie 1999 pentru a proteja 1 specie de animale. Situl a fost protejat și ca arie specială de conservare în martie 2008.

## Biodiversitate
Situată în ecoregiunea continentală, aria protejată conține 2 habitate naturale: Liziere de ierburi înalte hidrofile de câmpie și de nivel montan până la alpin, Păduri aluvionare cu Alnus glutinosa și Fraxinus excelsior (Alno-Padion, Alnion incanae, Salicion albae).
La baza desemnării sitului se află o specie protejată de  păsări: Limosa limosa limosa.
Pe lângă speciile protejate, pe teritoriul sitului au mai fost identificate 1 specie de păsări, 1 specie de amfibieni, 3 specii de nevertebrate.